# Émile Laporte
Pour les articles homonymes, voir Laporte.
Émile Louis Laporte, né le 18 novembre 1858 à Paris où il est mort le 30 janvier 1907, est un sculpteur et médailleur français.

## Biographie
Né à Paris, Émile Laporte est le fils d'Isidore Laporte et Marie Harlet.
Élève des sculpteurs Gabriel-Jules Thomas, Augustin Dumont, Jean-Marie Bonnassieux et Louis-Ernest Barrias aux Beaux-Arts de Paris, il expose son travail au Salon des artistes français à partir de 1881,. Récompensé, il devient membre de la société de ce salon en 1888. Son dernier salon remonte à 1905.
Laporte produit un grand nombre de travaux en plâtres édités, entre autres par Siot-Decauville, sous la forme de bronzes à patine médaille, voire en régule.
Il meurt à Paris le 30 janvier 1907.

## Élèves
- Sylla Eustache